# Gualaca
Gualaca è un comune (corregimiento) della Repubblica di Panama situato nel distretto di Gualaca, provincia di Chiriquí, di cui è capoluogo. Si estende su una superficie di 237,3 km² e conta una popolazione di 5.605 abitanti (censimento 2010).